# Kryštof Bernard Skrbenský z Hříště
Kryštof Bernard Skrbenský z Hříště (5. ledna 1615 – 13. března 1686 Hošťálkovy) byl slezský šlechtic z rodu Skrbenských z Hříště.

## Život
Narodil se jako syn Jana Skrbenského z Hříště a jeho manželky Judity Bruntálské z Vrbna.
Dne 26. ledna 1645 se oženil v Linci s Juditou Barborou Tvorkovskou z Kravař, dcerou Pertolda Tvorkovského z Kravař.
Jeho manželka Judita Barbora zemřela 9. dubna 1659 a 16. června byla pohřbena v dominikánském klášteře v Opavě. Podruhé se Kryštof Bernard oženil 13. dubna 1660 v Břehu s exulantkou Kateřinou Apolonou Bořitovou z Budče, dcerou plukovníka jízdy moravských stavů Jana Melichara Bořity z Budče.